# Nationell demokrati

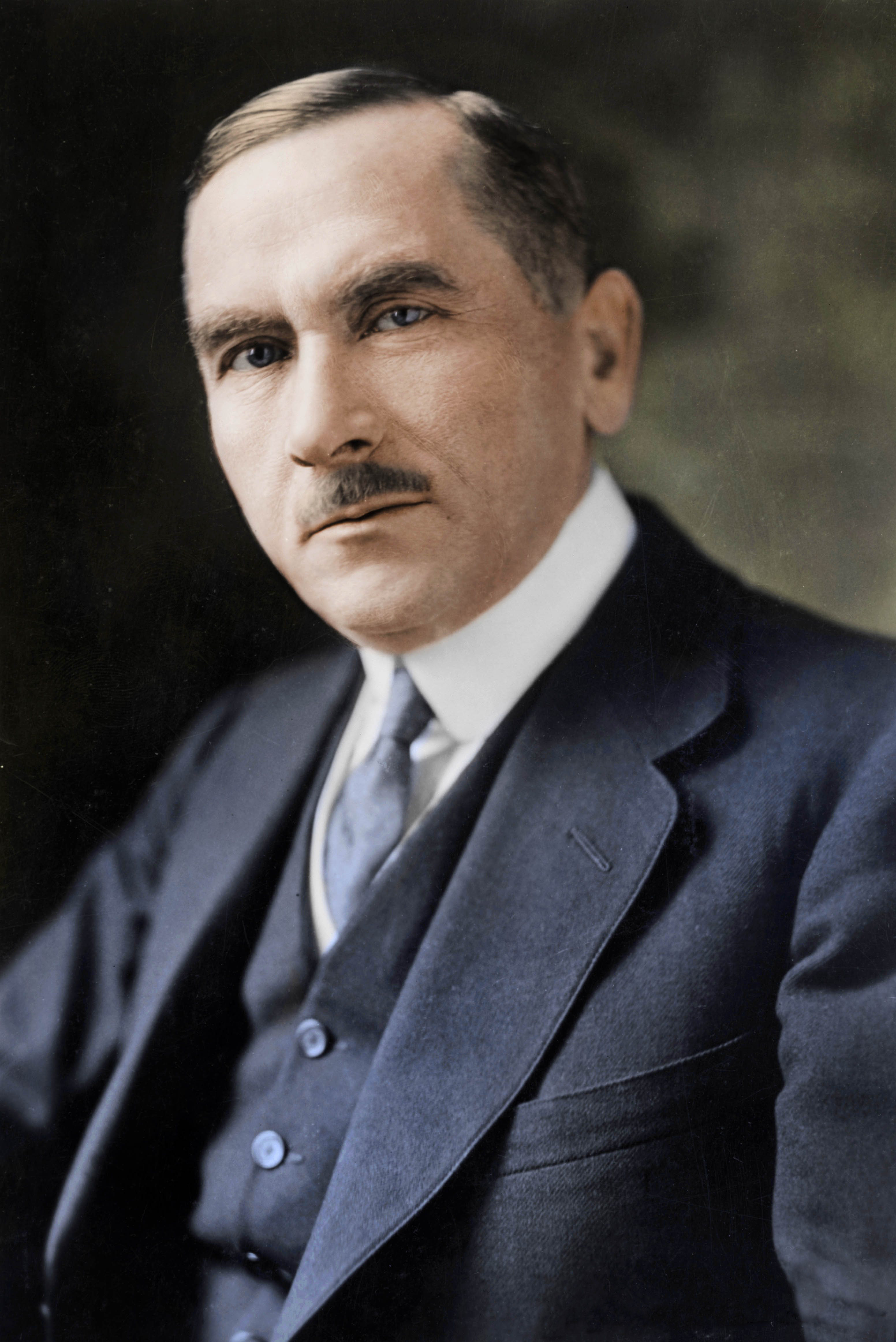
Roman Dmowski.

Nationell demokrati (polska: Narodowa Demokracja, ND) var en nationalkonservativ politisk rörelse i Polen före andra världskriget. Rörelsens ledare och chefsideolog var Roman Dmowski, och en annan framträdande medlem var Jan Ludwik Popławski. Medan rörelsen ursprungligen grundats som en liberaldemokratisk självständighetsrörelse, med målet att stoppa germaniseringen och russifieringen av polackerna, fick den efter den polska självständigheten en skarpt högernationalistisk och antisemitisk prägel, framförallt från och med 1935 då en ung, radikal falang tog över ledningen. Rörelsen dog ut i och med Dmowskis död i januari 1939 och den tyska invasionen i september samma år. Sedan kommunismens fall i Polen har termen nationell demokrati återigen kommit att användas som en ideologisk term för rörelser som inspirerats av ND:s och Dmowskis idéer. Exempel på sådana rörelser är Nationella rörelsen och Polska familjeförbundet.

## Anknutna organisationer
Under ND:s existens var en mängd andra organisationer och partier knutna till rörelsen. Några sådana var Nationaldemokratiska partiet (1897–1919), Folklig-nationella förbundet (1919–1928) och Polens nationella parti (1928–1947). Genom en utbrytning ur det sistnämnda partiet bildades senare National-radikala lägret, ett parti som kombinerade nationell demokrati med italiensk fascism. En utomparlamentarisk och stundtals paramilitär organisation bildades också under namnet Storpolska lägret.
I och med den tyska invasionen i september 1939 upphörde Nationell demokratis ordinarie verksamhet på polsk mark, men deltog fortsatt i den polska exilregeringen. Polens nationella parti och National-radikala lägret kom emellertid att utgöra grunden för en nationellt demokratisk motståndsrörelse med organisationerna Nationella militära organisationen och  (NOW) och Ödleförbundet (OW-ZJ), vilka senare gick samman under namnet Nationella stridskrafterna (NSZ). Dessa var såväl antinazistiska som antikommunistiska, och vände under krigets slutskede sina vapen mot Röda armén. Under kommunisttiden förbjöds den nationella demokratiska rörelsen men fortsatte att existera bland exilpolacker, framför allt i London.

## Nationell demokrati idag

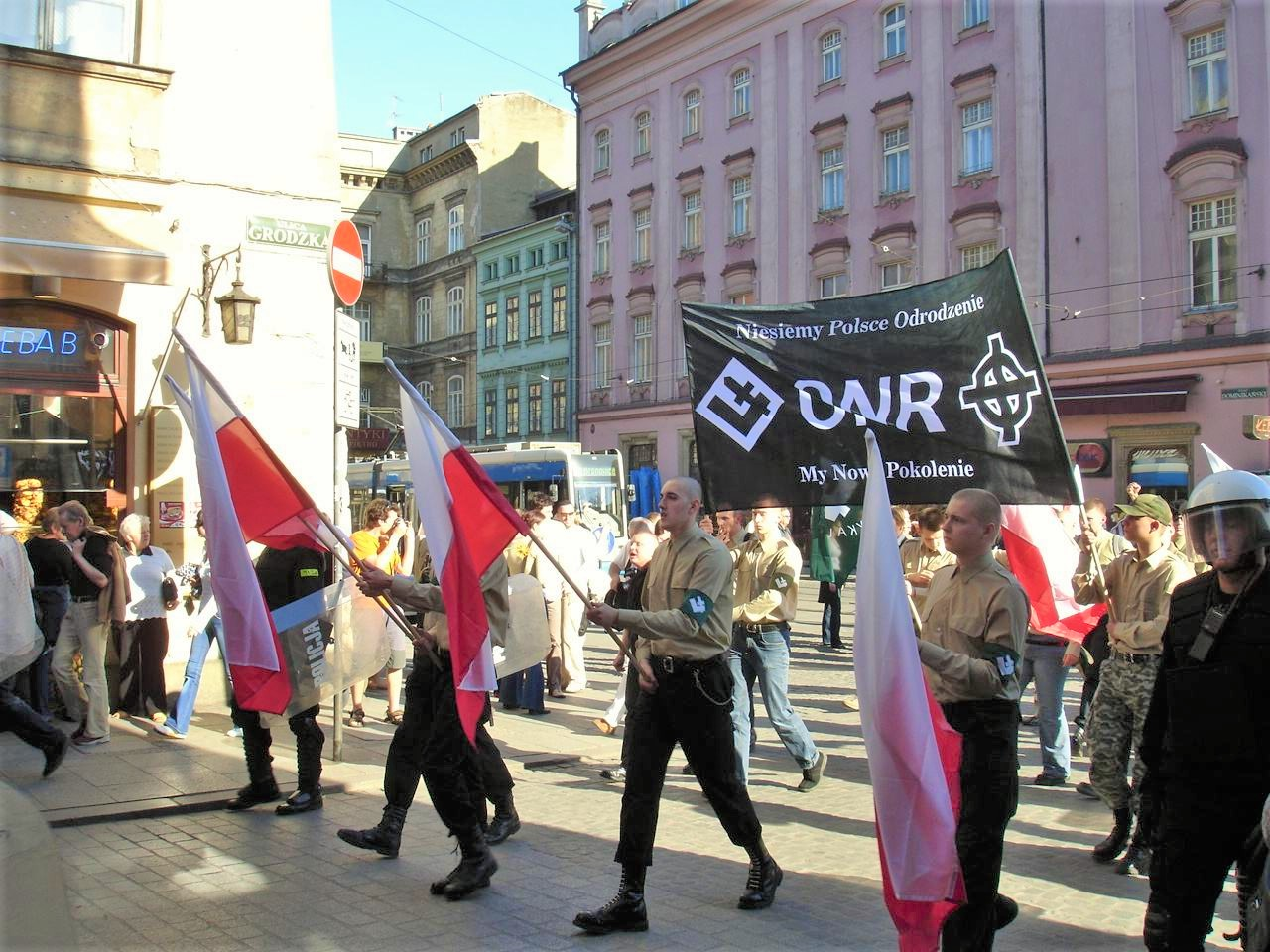
ONR demonstrerar i Kraków.

1989 återintroducerades Polens nationella parti på polsk mark av Maciej Giertych, vars far hade varit en framträdande gestalt inom det ursprungliga partiet, samt Jan Ostoj Matłachowski, Leon Mirecki, Boguslaw Jeznach, Boguslaw Rybicki och andra. Partiet registrerades hos valmyndigheterna den  21 augusti 1990. I parlamentsvalet den 27 oktober 1991 fick partiet 74 082 röster (0,66%). 2001 gick partiet upp i Polska familjeförbundet, där Giertychs son Roman senare blev partiledare. Till förbundet var ungdomsorganisationen Allpolsk ungdom, grundat av Roman Giertych, knuten.
En efterföljare till National-radikala lägret grundades 1993. 2012 gick det nya ONR samman med Allpolsk ungdom för att bilda Nationella rörelsen, vilken 2015 valdes in i sejmen på mandat tillhörande det högerpopulistiska partiet Kukiz'15. Den moderna nationella demokratin skiljer sig från sin föregångare genom sitt motstånd mot framförallt muslimsk invandring och mot EU.

## Politiska ståndpunkter
Nationell demokrati förespråkade en etniskt homogen polsk stat, och var även djupt antisemitiska. ND och Katolska kyrkan i Polen uttryckte ett ömsesidigt stöd för varandra, där rörelsen betraktade kyrkan som nationens moraliska auktoritet och primära utbildningsinstitution. Från 1935 blev assimileringen av nationella minoriteter en allt mer dominerande fråga, samtidigt som antisemitismen skärptes och rörelsen började organisera bojkotter mot judiska företag.